# Dariusz Piaskowski
Dariusz Piaskowski es un deportista polaco que compitió en lucha grecorromana. Ganó una medalla de plata en el Campeonato Europeo de Lucha de 1991, en la categoría de 52 kg.

## Palmarés internacional
| Campeonato Europeo | Campeonato Europeo       | Campeonato Europeo | Campeonato Europeo |
| Año                | Lugar                    | Medalla            | Categoría          |
| ------------------ | ------------------------ | ------------------ | ------------------ |
| 1991               | Aschaffenburg (Alemania) | Medalla de plata   | 52 kg              |